# Leptobelus gazella
Leptobelus gazella är en insektsart. Leptobelus gazella ingår i släktet Leptobelus och familjen hornstritar.

## Underarter
Arten delas in i följande underarter:
- L. g. decurvatus
- L. g. sauteri
- L. g. gazella
- L. g. boreosinensis